# Zygopetalum pedicellatum
Zygopetalum pedicellatum, comúnmente conocida como la Mosen's Zygopetalum,  es una especie de orquídea, nativa del sureste de Brasil.